# Cezary Cieśliński
Cezary Cieśliński (ur. 1965 w Warszawie) – polski filozof i logik, laureat Nagrody Fundacji na rzecz Nauki Polskiej za rok 2021 za rozwiązanie kluczowych problemów deflacjonistycznej teorii prawdy.
Doktoryzował się w 1999 na Uniwersytecie Warszawskim. Habilitację uzyskał w 2010 na podst. pracy pt. „Deflacyjna koncepcja prawdy. Wybrane zagadnienia logiczne”. W 2021 otrzymał tytuł profesora. Zainteresowania naukowe: logika matematyczno-filozoficzna, teoria modeli, teoria prawdy i filozofia języka.